# تشارلز سبراغ بيرس
تشارلز سبراغ بيرس (بالإنجليزية: Charles Sprague Pearce)‏ هو رسام أمريكي، ولد في 13 أكتوبر 1851 في بوسطن في الولايات المتحدة، وتوفي في 18 مايو 1914 في أوفير سور واس في فرنسا.